# 앤서니 판타노
앤서니 니콜라스 판타노(Anthony Nicholas Fantano, 1985년 10월 28일 ~ )는 미국의 음악 평론가, 인플루언서, 스트리머, 음악가이다. 음악 평론 유튜브 및 트위치 채널 니들 드롭 (The Needle Drop)을 운영하고 있으며, "인터넷에서 가장 파쁜 음악 너드 (The Internet's Busiest Music Nerd)"라는 소개문과 함께 다양한 형태의 음반들을 평론한다.